# Kontinentala rådgivare
Kontinentala rådgivare (eng: Continental Board of Counsellors) är ett slags stödorganisationer inom det Internationella bahá'í-samfundet. Rådgivarna är ett bestämt antal män och kvinnor som har till uppgift att hjälpa och stödja de nationella bahá'í-samfunden inom varje världsdel. De Kontinentala rådgivarna utses av Universella Rättvisans Hus.
De Kontinentala rådgivarna utser i sin tur Nationella rådgivare (eng: Auxillary Board), vilka är speciellt inriktade på att hjälpa och stödja bahá'í-verksamheten i ett enskilt land. Bahá'íerna kallar dessa verksamheter för "institut" eller "institutioner" och ser dem som frön till myndigheter (ännu utan namn och givetvis med en något förändrad verksamhet) som ska vara fullt utvecklade i en framtida ny världsordning.